# 真早
真早（まはや）は、日本のイラストレーター、デザイナー。別名義にななおがある。

## 人物
第17回電撃イラスト大賞で金賞を受賞した。電撃文庫MAGAZINE掲載のイラストコーナー「illust×story」がきっかけで誕生した電撃文庫『インテリビレッジの座敷童』（著/鎌池和馬）で、2012年5月にデビューした。
RedFlagshipに所属。本格的に絵を描き始めたのは20歳を過ぎてから。

## 主な作品

### 小説の表紙・挿絵
- インテリビレッジの座敷童（鎌池和馬・著、電撃文庫）
- ケイサル;ブレイズ 剣姫統べる生徒会（十月ユウ・著、富士見ファンタジア文庫）
- 最強をこじらせたレベルカンスト剣聖女ベアトリーチェの弱点 その名は「ぶーぶー」（鎌池和馬・著、電撃文庫）
- カンナのカンナ 異端召喚者はシナリオブレイカー（ナカノムラアヤスケ・著、宝島社）
- 異世界横断鉄道ルート66（豊田巧・著、富士見ファンタジア文庫）
- マギステルス・バッドトリップ（鎌池和馬・著、電撃文庫）
- エロティカル・ウィザードと12人の花嫁（太陽ひかる・著、HJ文庫）
- 奴隷エルフ解放戦争 姫騎士と呪いの首輪（内田弘樹・著、美少女文庫、「ななお」名義）
- 使える魔法は一つしかないけれど、これでクール可愛いダークエルフとイチャイチャできるならどう考えても勝ち組だと思う（鎌池和馬・著、電撃文庫、既刊1巻）

### 漫画単行本
- Master_Piece マスターピース（ジーオーティー、「ななお」名義）
- Master Works（ジーオーティー、「ななお」名義）

### ゲームイラスト・キャラクターデザイン
- クロガネ回姫譚-閃夜一夜-（みなとすてーしょん）

### その他
- とある科学の超電磁砲9巻巻末イラスト（2013年8月）
- 『吸血鬼の姉とゾンビの妹』シリーズ（鎌池和馬公式サイト掲載）